# Reinhard Aschenbrenner
Reinhard Aschenbrenner (* 15. Juni 1906 in München; † 25. Januar 2008 in Hamburg) war ein deutscher Internist.

## Leben
Nach dem Abitur 1926 studierte Aschenbrenner Medizin an der Ludwig-Maximilians-Universität München, der Universität Zürich, der Ruprecht-Karls-Universität Heidelberg, der Universität Wien und wieder in München. Er promovierte 1933 bei Albert Fraenkel in Heidelberg und ging als Assistenzarzt der Inneren Medizin zu Hans Heinrich Berg nach Dortmund, von dort mit ihm an die Universitätsklinik Hamburg-Eppendorf. 1938 habilitierte er sich mit einem kardiologischen Thema. Im Zweiten Weltkrieg war er  Truppenarzt im Russland-Feldzug. Für eine Arbeit über das Fleckfieber mit dem Paul Martini-Preis ausgezeichnet, war er ab 1944 bei der Sondergruppe Seuchenbekämpfung der Heeresgruppe Mitte tätig.
Seit 1944 apl. Professor für Innere Medizin der Universität Hamburg, wurde er 1946 Ärztlicher Direktor des Allgemeinen Krankenhauses Altona und Chefarzt der Medizinischen Abteilung. Seine Antrittsrede ist im Buch von Müller-Plathe erhalten; darin hieß es:

„So sehr ich mir dankbar dessen bewußt bin, daß ich hier vor eine schöne und ehrenvolle Aufgabe gestellt werde, so werden Sie mir doch sicher nachfühlen können, daß ich mein Amt in dieser Zeit bitterster Not und Sorge mit einer gewissen Bangigkeit übernehme. Die unabsehbare Katastrophe, die über uns Deutsche hereingebrochen ist, überschattet all unser Tun und Denken, und es ist nur zu gut verständlich, daß breiteste Schichten unseres Volkes aus Sorge um ihre Angehörigen, aus Sorge um ihre wirtschaftliche Existenz und Zukunft, ja aus Sorge um das tägliche Brot niedergedrückt und wie gelähmt sind. Mit diesem Gefühl der Ratlosigkeit und Verlassenheit, das uns alle zuweilen beschleicht, müssen wir vor allem auch bei unseren Kranken rechnen, und wir müssen es uns daher ganz besonders zur Pflicht machen, nicht nur die körperlichen Gebrechen unserer Patienten zu behandeln, sondern ihnen ein Gefühl der Geborgenheit und des Vertrauens zu geben und ihren Lebensmut zu wecken.“

Als 1947 die erste Epidemie der Kinderlähmung auftrat, wurde in seiner Abteilung die erste Eiserne Lunge in Deutschland für die Atemlähmungen hergestellt (Axel Dönhardt).  Daraus entwickelte sich ein Zentrum für künstliche Dauerbeatmung, das in die internistische Intensivmedizin mündete (Wulf Nachtwey). In den Jahren nach 1950 veröffentlichte Aschenbrenner Arbeiten über kardiologische Probleme beim Herzinfarkt. Seit 1956 war er Mitglied der Arzneimittelkommission  der deutschen Ärzteschaft, deren stellvertretender Vorsitzender er von 1958 bis 1968 und Vorsitzender von 1969 bis 1977 war. Er wurde danach Ehrenvorsitzender. Außerdem zählte er zu den Mitgliedern des Beirates für Arzneimittelsicherheit beim Bundesministerium für Jugend, Familie und Gesundheit.
1955 begannen die Neubauplanungen für das Allgemeine Krankenhaus Altona, an denen er sich bis zur Fertigstellung des Neubaus von ärztlicher Seite beteiligte. In der Planungsphase besichtigte er mehrere Klinikneubauten in den USA, England, Schweden, Dänemark und der Schweiz. Der Neubau wurde unter Leitung der Architekten Werner Kallmorgen und Gustav Karres ausgeführt und begann 1961, im Jahre 1971 wurde das Haus in Betrieb genommen. In diesem Jahr ging Aschenbrenner in den Ruhestand.

## Ehrungen
- Mitglied der  Deutschen Akademie der Naturforscher Leopoldina (1967)
- Ernst-von-Bergmann-Plakette (1971)
- Friedrich-von-Müller-Plakette (1973)
- Paul-Martini-Medaille (1974)
- Dr. med. h. c. der Medizinischen Fakultät der Ruprecht-Karls-Universität Heidelberg (1976)
- Paracelsus-Medaille (1977)
- Medaille für treue Arbeit im Dienste des Volkes in Silber vom Senat der Freien und Hansestadt Hamburg (2001)
- Ehrenmitglied der Arzneimittelkommission (2003)